# 北村西望
北村 西望（きたむら せいぼう、1884年（明治17年）12月16日 - 1987年（昭和62年）3月4日）は、長崎県出身の日本の彫刻家。本名は北村 西望（きたむら にしも）。

## 人物
昭和を代表する彫刻家の一人。代表作に長崎平和公園設置の巨大像「長崎平和祈念像」、国会議事堂内設置の「板垣退助翁」などがある。文化勲章・紺綬褒章受章者、文化功労者。日本彫刻会では西望の功績を称え、同会展覧会における最優秀作品に贈られる賞の名称を「北村西望賞」（西望賞）としている。
また、個人寄付により小中学生の教育美術振興を目的とした「北村西望賞基金」を設け、これは2016年12月現在、「北村西望賞教育美術展」として公募展の形で継続している。
長男の北村治禧も同じ彫刻家。

## 略歴
1884年（明治17年）12月16日、長崎県南高来郡南有馬村白木野字宮野木場（現南島原市）の旧名家に生まれる。父・陳連（のぶつら）、母・サイの四男で末子であった。1892年（明治25年）に白木野尋常小学校に入り、1896年（明治29年）に有馬尋常高等小学校に進んで1900年に卒業すると、同年12月、小学校準教員免許を取得して南有馬尋常小学校に臨時採用（3ヵ月）され、翌年、母校の白木野小学校に転じて、月給6円の代用教員兼準訓導として働くうち、正教員を目指して教職をやめると長崎師範学校に進む。ところが入学した1902年（明治34年）に風土病にかかり、長期欠席のため退学となると帰郷して療養、このころ父の隠居所の欄間を彫る。天満神社の神官に京都の美術学校で学ぶよう勧められて入学を志す。

### 学生時代
病気退学して療養中に彫った欄間3面を褒めた家族と天満神社神官の勧めで、1903年（明治36年）改めて京都市立美術工芸学校彫刻科（現京都市立銅駝美術工芸高等学校）に入学、補欠であった。彫刻とは木を彫ることだと捉えていた頃、生涯の最愛の友でライバルの建畠大夢と出会う。1907年（明治40年）に同校を首席卒業し、同年東京美術学校彫刻科に進む。
東京美術学校時代は1908年（明治41年）開催の第2回文展出品作「憤闘」が初入選、以後1909年（明治42年）第3回文展「雄風」褒状、翌々年1911年（明治44年）第5回文展「壮者」も褒状を受賞。1912年（明治45年）、同校を首席で卒業した。

### 戦前
1915年（大正4年）第9回文展「怒涛」が二等賞となり、翌1916年（大正5年）第10回文展出品作「晩鐘」が特選を受賞、以後1917年（大正6年）第11回文展「光にうたれた悪魔」が無鑑査となる。この1917年より西望は東京市滝野川区（現・東京都北区 ）に居を構え、制作につとめた。
文展が帝展に改まった1919年（大正8年）第1回帝展以降は審査員を務めた。同年、曠原社（こうげんしゃ）を結成した。
1921年（大正10年）より母校の東京美術学校教授に就任、翌1922年（大正11年）には彫刻研究のため西ケ原彫刻研究所を開設した。
1925年（大正14年）には帝国美術院会員となっており（40歳）、1933年（昭和8年）からは東邦彫塑院顧問を務めた。
戦前の作品は、「児玉源太郎大将騎馬像」「山県有朋元帥騎馬像」など勇壮な男性像かつ戦意高揚を意図した作品を多く手がけた。西望が指導し、石原昂ら7人の彫刻家「報国芸術会」によって制作された戦没者7点の胸像が1939年3月19日、遊就館に献納されている。このほか、大政翼賛会の会合にも芸術界の代表者として参加している。

### 戦後

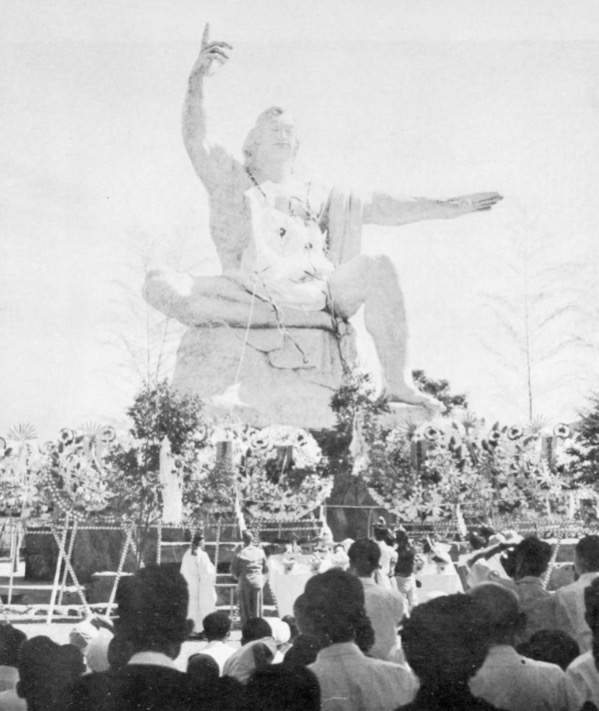
1955年8月8日、平和祈念像の除幕式が開かれた。

戦後になると西望の彫刻モチーフは平和、自由、宗教に変化し、そういった作品を多く制作し日展に出品した。
西望の代表作でもある長崎平和祈念像は青銅製高さ10メートル弱の巨大男性像であり、長崎市の委嘱を受けて1951年（昭和26年）より4年の歳月を費やし、公費で足りない制作費を内外からの浄財3千万円でまかない作成した。1955年（昭和30年）に完成し同年8月8日、長崎平和公園に設置されている。
この他にも、西望は長崎原爆のみならず広島原爆の被害を受けた広島市の市民に対しても「飛躍」や平和観世音菩薩像など多くの平和祈念像を制作している。

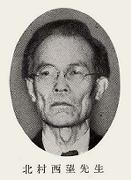
『現代美術家名鑑 昭和29年度改正版』美術倶楽部出版部（昭和29年刊）

1947年（昭和22年）より日本芸術院会員、1949年（昭和24年）日展理事、1958年（昭和33年）日本芸術院選考委員、1962年（昭和37年）より日本彫塑会名誉会長、1969年（昭和44年）日展会長に就任、1974年（昭和49年）日展名誉会長。

### 晩年
1953年（昭和28年）に戦前より長く住んだ東京都北区から東京都武蔵野市に転居し、都立井の頭公園内に自身のアトリエを建立、後に東京都にアトリエと制作した約350点にのぼる自作品を寄贈、それらは井の頭自然文化園彫刻館で展示された。なお、西望が寄贈した作品はその後も増加、最終的に約500点となっている。
1986年（昭和61年）12月より風邪を患い自宅静養していたものの翌1987年（昭和62年）3月4日、西望は心不全のため東京都武蔵野市の自宅で没した。102歳没。墓所は台東区寛永寺第三霊園。
西望の「平和を祈る」像は1987年（昭和62年）1月、東京都板橋区役所新庁舎前に設置され、生前に公開された最後の作品（絶作）である。

## 栄誉栄典
- 文化勲章受章 1958年（昭和33年）[22]
  - 文化功労者
- 紺綬褒章

名誉市民
各自治体（武蔵野市・島原市・南島原市・東京都北区・長崎県）は「初」の名誉市民・県民に選んだ。
- 武蔵野市名誉市民 1962年（昭和37年）
- 島原市名誉市民 1972年（昭和47年）
- 南有馬町名誉町民 1979年（昭和54年）、町の合併後は南島原市名誉市民。
- 東京都名誉都民 1980年（昭和55年）[2]
- 東京都北区名誉区民 1981年（昭和56年）[23]
- 長崎県名誉県民 同年

## 略年譜
- 1884年（明治17年） - 長崎県南高来郡南有馬村（現・南島原市）生まれ。
- 1903年（明治36年） - 京都市立美術工芸学校（現･京都市立銅駝美術工芸高等学校）入学[11][12]。後に親友であり同志となる彫刻家の建畠大夢、朝倉文夫らと出会う。
- 1907年（明治40年） - 京都市立美術工芸学校卒業後、上京し東京美術学校（現･東京芸術大学）に入学。
- 1915年（大正04年） - 第一次世界大戦の兵役除隊後、本格的に美術の道へ進み、初期の代表作「怒涛」制作。文展で二等賞に入賞し認められる。
- 1916年（大正05年） - 同朋である建畠大夢らと美術研究サークル「八手会」（やつでかい）を結成。
- 1921年（大正10年） - 東京美術学校塑造部教授となる。
- 1931年（昭和06年） - 京都市立美術工芸学校教諭となる。
- 1932年（昭和07年） - ロサンゼルスオリンピック芸術競技に「The Repose (Boxing)」出品[24]。
- 1933年（昭和08年） -  2年前の1931年第12回帝展に出品した作品『燈臺』を、共同募金により関東大震災満10年となる同9月1日に震災記念碑として東京銀座・数寄屋橋公園に設置し、台座の『不意の地震に不断の用意』を西望が自ら揮毫[25][26][注釈 4]。
- 1944年（昭和19年） - 敗色濃厚な戦局から陸軍省が兵器鋳鉄の供出を発令、多くの銅像作品が供出され滅失する事態に憂慮し、「銅像救出委員会」を結成して反対運動を行った。
- 1953年（昭和28年） - 東京都内の井の頭公園の土地を借用して個人のアトリエを建設する。
- 1955年（昭和30年） - 5年がかりで制作してきた長崎平和祈念像が完成、長崎市に納品。
- 1958年（昭和33年） - 文化勲章受章、文化功労者顕彰。
- 1962年（昭和37年） - 武蔵野市名誉市民となる[27]。
- 1969年（昭和44年） - 紺綬褒章受章。社団法人日展会長に就任する。
- 1972年（昭和47年） - 島原市名誉市民となる。市内に記念館開設[28][29]。
- 1974年（昭和49年） - 日展名誉会長となる。
- 1979年（昭和54年） - 生地の南有馬町の名誉町民となる。町内に西望公園が設置された[30]。
- 1980年（昭和55年） - 東京都名誉都民となる[31]。
- 1981年（昭和56年） - 東京都北区名誉区民及び長崎県名誉県民となる[32][33]。
- 1987年（昭和62年）3月4日　逝去。享年104（102歳没）。

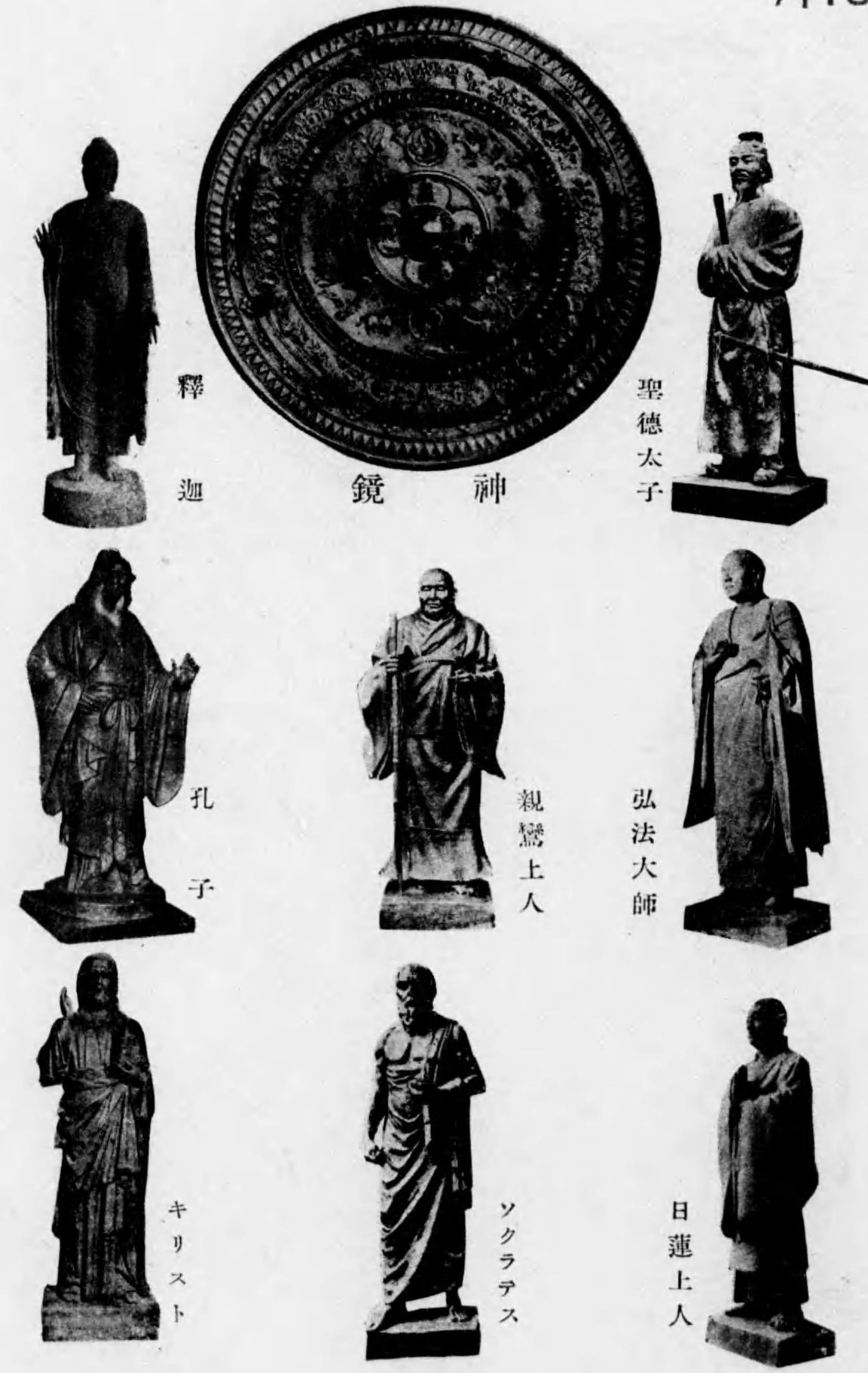
神奈川県横浜市・八聖殿（現・横浜市八聖殿郷土資料館）に安置される8体の像と神鏡。キリスト銅像（清水多嘉示作)、ソクラテス青銅像（藤川勇造作)、孔子銅像（北村西望作)、釈迦木像（田島亀彦作)、聖徳太子白銅像（朝倉文夫作）、弘法大師木像（長谷川枡蔵作)、親鸞銅像（長谷秀雄作)、日蓮銅像（日名子実三作）

## 作品、記念館など

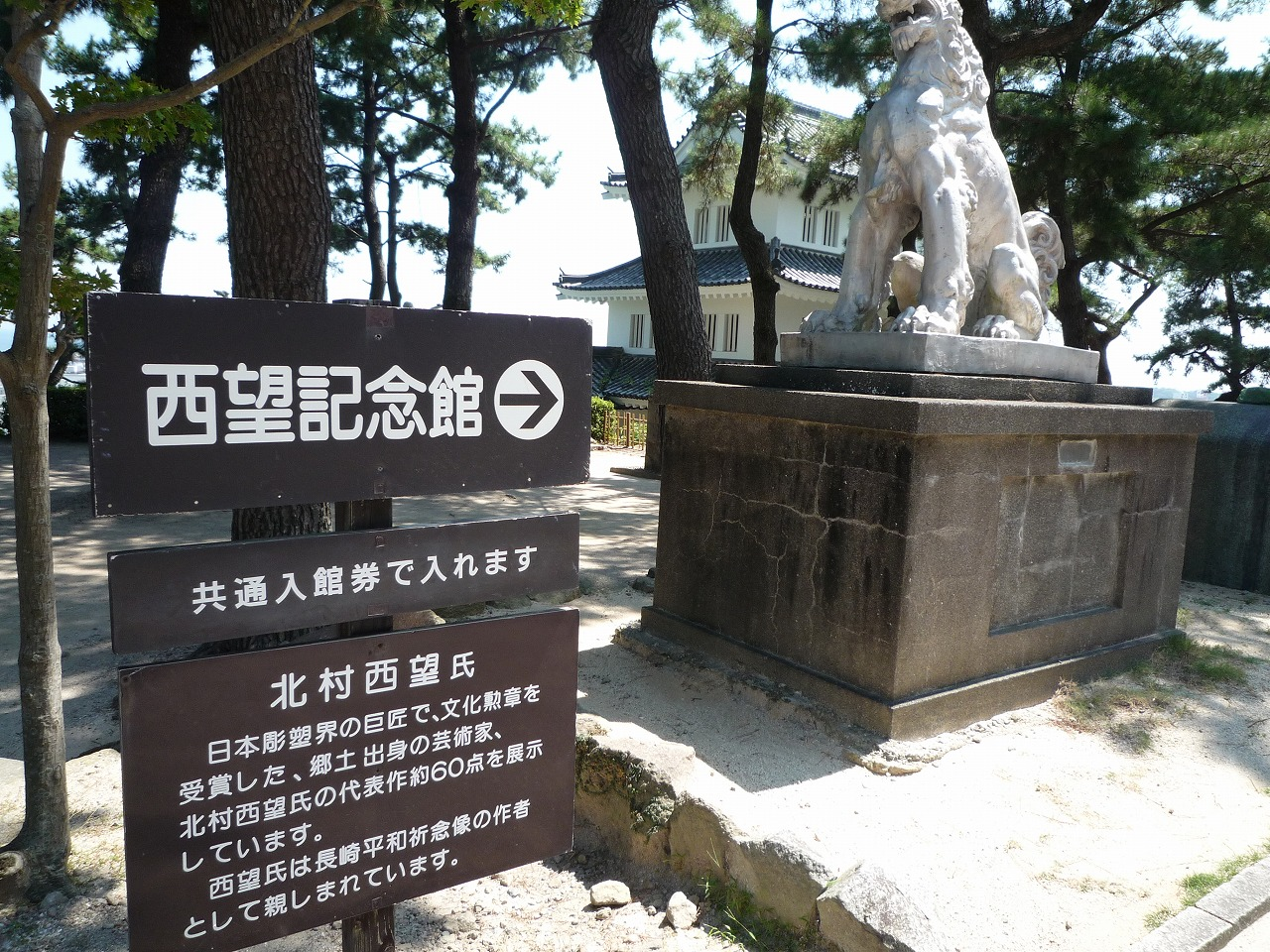
島原城内の西望記念館（奥）と案内板（手前）

### 九州
- 北村西望記念館 （長崎県島原市城内1-1183-1、島原城内）
- 西望記念館、西望公園 （南島原市南有馬町丙393-1）[10]
- 長崎平和公園「平和祈念像」（長崎県長崎市松山町9、平和公園内）
- 玄海国定公園・恋の浦ガーデン（福岡県福津市、旧：玄海彫刻の岬・恋の浦）
- 諏訪神社「神馬像」（長崎県長崎市上西山町18-15）

### 関東、中部
東京都
- 井の頭自然文化園 彫刻園 （東京都武蔵野市御殿山1-17-6、井の頭自然文化園内）
- 「板垣退助立像」（国会議事堂1階中央広間）
- 数寄屋橋公園「燈臺」（震災復興記念塔)(東京都中央区数寄屋橋）。中央区区民文化財[注釈 4]。
- 仮称「彫刻アトリエ館」（東京都北区 西ヶ原1-16-7）[9] 2002年（平成14年）から北区の施設。元は曠原社（こうげんしゃ）の彫刻研究所、1922年（大正11年）開設。1973年（昭和28年）以降は子息の北村治禧のアトリエ。
- 武蔵御嶽神社「清廉の武将 畠山重忠」（東京都青梅市御岳山176） 昭和56（1981）年、「卒八寿西望作」。ヘリコプター運搬のため、ブロンズではなく純度の高いアルミを使用し重量を軽減した白銀の像。
- 蓼科高原芸術の森彫刻公園（長野県茅野市蓼科湖湖畔）[34]

西望の作品が多く展示される。
- 船原ホテル「純金風呂」（静岡県田方郡天城湯ケ島町上船原511の1）

### 中国地方

山縣有朋像（山口県萩市の萩市中央公園）

- 広島市中央公園 東側噴水「飛躍（鯉のモニュメント）」（広島県広島市中区基町）
- 広島市立中央図書館 裏庭「平和観世音菩薩像」（広島県広島市中区基町）
- 山縣有朋像 - 山口県萩市の萩市中央公園に現存[35]。1929年（昭和4年）に東京府麹町区（現在の千代田区）の陸軍参謀本部に建立された[36]。1947年（昭和22年）に台東区の上野公園へ[37]、1962年（昭和37年）には武蔵野市の井の頭公園へと[38]、東京都内での移設を繰り返した後、1992年（平成4年）に山縣の出身地である山口県萩市へ引き取られて同市の中央公園に移設された[36][38]。

## 主な著作
- 北村西望『北村西望作品集 = Seibo Kitamura's Works』ジャパン・アート・サービス・カンパニー、1966年、NCID BN11830989。日英併記。
- 北村西望 作『北村西望百寿の譜』新三多摩新聞社、1982年、NCID BN11755497。年譜：341-362頁。
- 北村西望『百歳のかたつむり』日本経済新聞社、1983年、NCID BN11834946、ISBN 4532093155。

## 関連資料
- 北村西望作品集刊行委員会 監修『北村西望作品集 = Seibo Kitamura sakuhinshu』芸術新聞社。
- 西望会 編集『北村西望彫刻集』西望会、美術出版社 (発売) 1960年。
- 『八翁展』丸栄、1967年。
- 『日本、二十五人の美術家』芸術新聞社、1969年。
- 聖豊社編集部 編『西望塑人 : 北村西望作品集 = Scuptor Seibo works of Seibo Kitamura』

島原市、1974年。
- 中村伝三郎 編『北村西望彫塑大成』講談社、1976年。
- 『北村西望彫刻展 : 平和と自由を刻む巨匠』東急百貨店、1980年。
- 長島勝正ほか 編『越中の美と心』創土社、中田図書販売（発売）、1981年。別冊。
- 『北村西望百壱歳展』三越、1984年。
- 敦賀市立博物館『北村西望展 : 新春特別企画』敦賀市立博物館、1996年。